# Юкаменский район
Юкаменский район (удм. Юкаменск ёрос) — административно-территориальная единица и муниципальное образование (муниципальный округ, в 2005—2021 гг. — муниципальный район) в Удмуртской Республике Российской Федерации.
Административный центр — село Юкаменское.

## Физико-географические сведения
Район расположен в северо-западной части Удмуртской Республики, на Красногорской возвышенности, граничит с Ярским, Глазовским и Красногорским районами, а также Кировской областью. По территории района протекают реки Лекма, Лема, Убыть и другие.
Площадь района — 1019,73 км². Лесистость — 26,2 % (при средней по Удмуртии — 46,8 %).

## История
Юкаменский район образован 15 июля 1929 года из 17 сельсоветов Юкаменской, Ежевской и Курьинской волостей Глазовского уезда. В 1931 году ему переданы сельсоветы ликвидированного Святогорского района.
В январе 1935 года из состава Юкаменского района выделен Святогорский район. В 1963 году Юкаменский район упразднен, его территория вошла в состав Глазовского сельского района. 3 января 1967 года район был восстановлен.
В рамках организации местного самоуправления с 2005 до 2021 гг. функционировал муниципальный район. Законом Удмуртской Республики от 1 апреля 2021 года муниципальный район и все входящие в его состав сельские поселения через объединение были преобразованы в муниципальный округ Юкаменский район.

## Население
| 1939   | 1959    | 1970    | 1979    | 1989    | 2002    | 2009    | 2010    | 2011    |
| ------ | ------- | ------- | ------- | ------- | ------- | ------- | ------- | ------- |
| 37 737 | ↘26 169 | ↘16 874 | ↘14 312 | ↘13 172 | ↘11 947 | ↘10 455 | ↘10 207 | ↘10 151 |
| 2012   | 2013    | 2014    | 2015    | 2016    | 2017    | 2018    | 2019    | 2020    |
| ↘9753  | ↘9474   | ↘9195   | ↘9050   | ↘8880   | ↘8821   | ↘8579   | ↘8368   | ↘8041   |
| 2021   |         |         |         |         |         |         |         |         |
| ↘7574  |         |         |         |         |         |         |         |         |

По данным Всероссийской переписи населения 2002 года, на территории района проживало 11 947 человек, аналогичной переписи 2010 года — 10 207 человек. С учётом изложенного, в период между переписями население района сократилось на 17,05 %. Из общего населения района 40,21 % населения проживало в районном центре — селе Юкаменском. Средняя плотность населения — 10,01 чел./км². Район занимает 24-е место по численности населения и 17-е место по плотности среди муниципальных районов Удмуртии. На 1 января 2013 года из 73 населённых пунктов района 4 не имели постоянного населения.
В 2011 году рождаемость составила 13,4 ‰, смертность — 18,7 ‰, естественная убыль населения — 5,3 ‰, при среднем по Удмуртии приросте — 1,0 ‰. Население района также сократилось за счёт миграционной убыли (разницы между числом выбывших и прибывших на территорию района), в 2011 году миграционная убыль населения составила 346 человек.

### Национальный состав
По результатам переписи 2020 года, среди населения района удмурты составляли 45,1 %, русские — 27 %, татары — 16,9 %, бесермяне — 10,6 %. Юкаменский район один из 12 сельских районов республики, где удмурты составляют большинство. Также в регионе самая высокая доля татарского населения среди районов республики. Юкаменский район является одним из двух районов Удмуртии с компактным проживанием бесермян.

## Административное деление
В Юкаменский район как административно-территориальную единицу входят 8 сельсоветов. Сельсоветы (сельские администрации) одноимённы образованным в их границах сельским поселениям.
В муниципальный район с 2005 до 2021 гг. входили 8 муниципальных образований со статусом сельских поселений.
| № | Сельское поселение (до 18.04.2021) | Административный центр | Количество населённых пунктов | Население | Площадь, км2 |
| - | ---------------------------------- | ---------------------- | ----------------------------- | --------- | ------------ |
| 1 | Верх-Унинское                      | село Верх-Уни          | 6                             | ↘382      | 69,38        |
| 2 | Ёжевское                           | село Ёжево             | 14                            | ↘1002     | 153,15       |
| 3 | Ертемское                          | деревня Ертем          | 9                             | ↘319      | 109,40       |
| 4 | Засековское                        | деревня Засеково       | 14                            | ↘776      | 136,48       |
| 5 | Палагайское                        | деревня Палагай        | 3                             | ↘430      | 54,43        |
| 6 | Пышкетское                         | село Пышкет            | 8                             | ↘580      | 153,78       |
| 7 | Шамардановское                     | деревня Шамардан       | 7                             | ↘453      | 110,81       |
| 8 | Юкаменское                         | село Юкаменское        | 12                            | ↘4009     | 232,30       |

### Населённые пункты
В Юкаменский район входят 73 населённых пункта.
| №  | Населённый пункт | Тип     | Население | Бывшее сельское поселение |
| -- | ---------------- | ------- | --------- | ------------------------- |
| 1  | Абашево          | деревня | ↘54       | Шамардановское            |
| 2  | Антропиха        | деревня | ↗44       | Верх-Унинское             |
| 3  | Бадеро           | деревня | ↘74       | Засековское               |
| 4  | Байран           | деревня | ↗2        | Ертемское                 |
| 5  | Балы             | деревня | ↘32       | Ёжевское                  |
| 6  | Беляново         | деревня | ↘33       | Шамардановское            |
| 7  | Большой Вениж    | деревня | ↘58       | Засековское               |
| 8  | Бугашур          | деревня | →20       | Ёжевское                  |
| 9  | Верхний Дасос    | деревня | ↗11       | Засековское               |
| 10 | Верхняя Пажма    | деревня | →68       | Ёжевское                  |
| 11 | Верх-Уни         | село    | ↘301      | Верх-Унинское             |
| 12 | Воронино         | деревня | →0        | Ертемское                 |
| 13 | Глазовский       | починок | →16       | Шамардановское            |
| 14 | Гулекшур         | деревня | ↘89       | Палагайское               |
| 15 | Деряги           | деревня | ↘12       | Пышкетское                |
| 16 | Доронино         | деревня | ↘33       | Верх-Унинское             |
| 17 | Ёжево            | село    | ↘533      | Ёжевское                  |
| 18 | Ёжевский         | починок | ↘45       | Ёжевское                  |
| 19 | Ертем            | деревня | ↘124      | Ертемское                 |
| 20 | Ешмаково         | деревня | ↗71       | Юкаменское                |
| 21 | Жувам            | деревня | ↘193      | Засековское               |
| 22 | Жуки             | деревня | ↗23       | Юкаменское                |
| 23 | Засеково         | деревня | ↘226      | Засековское               |
| 24 | Зилай            | деревня | →3        | Ертемское                 |
| 25 | Золотарёво       | деревня | ↗5        | Палагайское               |
| 26 | Зямбай           | деревня | ↘6        | Засековское               |
| 27 | Зянкино          | деревня | ↘162      | Ертемское                 |
| 28 | Иманай           | деревня | →51       | Засековское               |
| 29 | Истошур          | деревня | ↘19       | Пышкетское                |
| 30 | Каменное         | деревня | ↘13       | Засековское               |
| 31 | Камки            | деревня | ↘148      | Юкаменское                |
| 32 | Кельдыки         | деревня | ↘97       | Пышкетское                |
| 33 | Кесшур           | деревня | ↘45       | Засековское               |
| 34 | Кокси            | деревня | ↗36       | Засековское               |
| 35 | Колбенки         | деревня | →17       | Юкаменское                |
| 36 | Кочуково         | деревня | ↘39       | Шамардановское            |
| 37 | Куркан           | деревня | ↘38       | Юкаменское                |
| 38 | Кычен            | деревня | ↘77       | Ёжевское                  |
| 39 | Лемский          | выселок | ↗13       | Шамардановское            |
| 40 | Лялино           | деревня | ↘6        | Верх-Унинское             |
| 41 | Ляпино           | деревня | ↘53       | Юкаменское                |
| 42 | Малый Вениж      | деревня | ↘191      | Засековское               |
| 43 | Малый Дасос      | деревня | ↘43       | Засековское               |
| 44 | Матвеево         | деревня | →0        | Ёжевское                  |
| 45 | Митрошата        | деревня | →32       | Засековское               |
| 46 | Муллино          | деревня | ↘25       | Ертемское                 |
| 47 | Мустай           | деревня | ↘21       | Юкаменское                |
| 48 | Нижняя Пажма     | деревня | ↘34       | Ёжевское                  |
| 49 | Новоелово        | деревня | ↘240      | Шамардановское            |
| 50 | Одинцы           | деревня | ↘48       | Юкаменское                |
| 51 | Палагай          | деревня | ↘450      | Палагайское               |
| 52 | Пасшур           | деревня | ↘12       | Ёжевское                  |
| 53 | Порово           | деревня | ↘15       | Пышкетское                |
| 54 | Починки          | деревня | ↘226      | Ёжевское                  |
| 55 | Пышкет           | село    | ↘486      | Пышкетское                |
| 56 | Сидорово         | деревня | →0        | Ёжевское                  |
| 57 | Ситники          | деревня | ↘2        | Юкаменское                |
| 58 | Старый Безум     | деревня | ↘30       | Ертемское                 |
| 59 | Сыга             | деревня | ↘26       | Ертемское                 |
| 60 | Тарсаки          | деревня | ↘23       | Ертемское                 |
| 61 | Татарские Ключи  | деревня | ↗190      | Ёжевское                  |
| 62 | Турчино          | деревня | ↘82       | Пышкетское                |
| 63 | Тутаево          | деревня | ↘81       | Засековское               |
| 64 | Тылыс            | деревня | ↘17       | Ёжевское                  |
| 65 | Уни-Гучин        | деревня | ↘48       | Юкаменское                |
| 66 | Усть-Лекма       | деревня | →0        | Верх-Унинское             |
| 67 | Усть-Лем         | деревня | ↘29       | Ёжевское                  |
| 68 | Филимоново       | деревня | ↘64       | Пышкетское                |
| 69 | Чурашур          | деревня | ↘127      | Юкаменское                |
| 70 | Шамардан         | деревня | ↘200      | Шамардановское            |
| 71 | Шафеево          | деревня | ↗169      | Верх-Унинское             |
| 72 | Эшмет            | деревня | ↘12       | Пышкетское                |
| 73 | Юкаменское       | село    | ↘3495     | Юкаменское                |

## Местное самоуправление
Государственная власть в районе осуществляется на основании Устава, структуру органов местного самоуправления муниципального района составляют:
1. Районный Совет депутатов — представительный орган местного самоуправления, в составе 22 депутата, избирается каждые 5 лет.
2. Глава муниципального образования — высшее должностное лицо района, избирается Советом из своего состава. Должность главы района занимает Востриков Борис Васильевич.
3. Администрация муниципального образования — исполнительно-распорядительный орган муниципального района. Глава Администрации района назначается на должность Советом по результатам конкурса. Должность главы Администрации района занимает Ипатова Ирина Аверьяновна.

Символика района
Официальными символами муниципального района являются герб и флаг, отражающие исторические, культурные, национальные и иные местные традиции и особенности. Порядок официального использования герба и флага муниципального района устанавливается решением районного Совета депутатов.

## Социальная инфраструктура
Система образования района включает 17 школ (7 средних, 3 основных, 7 начальных) и 12 детских садов. К учреждениям дополнительного образования относятся: дом детского творчества, детско-юношеская спортивная школа и детская школа искусств. Здравоохранение района представлено следующими учреждениями: центральная районная больница, участковая больница, амбулатория и 22 фельдшерско-акушерских пункта. Также в районе действуют 19 домов культуры и клубных учреждения, 17 библиотек, 2 музея и центр социального обслуживания населения.

## Экономика

### Сельское хозяйство
Сельское хозяйство — главное звено агропромышленного комплекса района. Оно представлено многоотраслевой специализацией. В структуре товарной продукции растениеводство занимает около 15 %, животноводство 77 %.
На территории Юкаменского района функционируют 14 сельскохозяйственных предприятий и 25 крестьянских (фермерских) хозяйств.

### Промышленность
Промышленность на территории Юкаменского района представлена муниципальным унитарным предприятием «Юкаменский льнозавод».